# Holz und Eichholzer Rotte
Die Holz und Eichholzer Rotte war bis zum 19. Jahrhundert eine der untersten Verwaltungseinheiten im ländlichen Außenbezirk der bergischen Stadt Elberfeld und des Kirchspiels Elberfeld im Kreis Elberfeld des Regierungsbezirks Düsseldorf innerhalb der preußischen Rheinprovinz.
Laut der Statistik und Topographie des Regierungsbezirks Düsseldorf von 1832 gehörten zu der Rotte folgende Ortschaften und Wohnplätze: Am Grifflenberg, Am Hohlenweg, Am Steinenhaus, An der Windfoche, Auf den Stöcken, Auf'm Kleffkotten, Im Funkloch, Im Langenfeld, In der Hatzenbeek, In der obersten Steinbach, Vorm Eichholz, Vorm Holz.